# Armando Obispo
Pour les articles homonymes, voir Obispo.
Armando Obispo, né le 5 mars 1999 à Boxtel aux Pays-Bas, est un footballeur néerlandais qui évolue actuellement au poste de défenseur central au PSV Eindhoven.

## Biographie

### PSV Eindhoven
Armando Obispo est formé au PSV Eindhoven, club qu'il rejoint en 2006. Alors qu'il est le capitaine de l'équipe réserve du PSV, il signe son premier contrat professionnel avec son club formateur le 7 décembre 2017, le liant au club jusqu'en juin 2021. Le 17 mars 2018, Obispo prend part à son premier match d'Eredivisie contre le VVV Venlo, une rencontre gagnée par le PSV sur le score de trois buts à zéro. Lors de cette saison 2017-2018, il devient champion des Pays-Bas avec le PSV.

### Vitesse Arnhem
En manque de temps de jeu au PSV Eindhoven Armando Obispo est prêté en juin 2019 au Vitesse Arnhem pour la saison 2019-2020 d'Eredivisie. Il joue son premier match pour le club le 3 août 2019 contre l'Ajax Amsterdam, lors de la première journée de championnat. Ce jour-là il est titulaire en défense centrale et les deux équipes font match nul (2-2). S'installant comme titulaire, il contribue au bon début de saison de son équipe qui se retrouve leader du championnat après cinq journées.

### Retour au PSV Eindhoven
Obispo fait son retour au PSV Eindhoven après un an en prêt au Vitesse Arnhem. 
Le 3 août 2021, il fait sa première apparition en Ligue des champions, lors d'une rencontre qualificative pour la phase de groupe de l'édition 2021-2022, contre le FC Midtjylland. Il est titularisé et son équipe s'impose par trois buts à zéro. Le 24 septembre 2021, Obispo prolonge son contrat avec le PSV jusqu'en juin 2025. Il inscrit son premier but en professionnel le 5 février 2022 face à l'AZ Alkmaar, en championnat. Son équipe s'incline toutefois par deux buts à un ce jour-là. Alors que son équipe lutte pour le titre lors de cette saison 2021-2022, Obispo se blesse en avril 2022 et est écarté des terrains jusqu'à la fin de la saison. Le PSV termine finalement deuxième du championnat.
Lors de la saison 2023-2024 il remporte le Championnat des Pays-Bas pour la deuxième fois de sa carrière, participant au 25e titre de l'histoire du club.

### En sélection nationale
Avec les moins de 16 ans, il inscrit un but face à l'Allemagne en février 2015, puis un doublé contre l'Irlande en mars 2015.
Avec les moins de 17 ans, il officie à deux reprises comme capitaine. Il inscrit un but contre la Suisse en octobre 2015, lors des éliminatoires du championnat d'Europe 2016.
Il joue ensuite pour les moins de 18 ans de 2016 à 2017, jouant au total cinq matchs avec cette sélection.
Avec les moins de 19 ans, il participe au championnat d'Europe des moins de 19 ans en 2017. Lors de cette compétition organisée en Géorgie, il joue trois matchs. Les Néerlandais s'inclinent en demi-finale face au Portugal. Après le championnat d'Europe, il officie à plusieurs reprises comme capitaine de la sélection.
Armando Obispo fait ses débuts avec l'équipe des Pays-Bas espoirs le 16 novembre 2018 contre l'Allemagne. Il est titulaire en défense centrale aux côtés de Perr Schuurs, et son équipe s'incline par trois buts à zéro.

## Statistiques
Ce tableau résume les statistiques en carrière de Armando Obispo.

### En club
| Saison                | Club                  | Championnat           | Championnat | Championnat | Coupe(s) nationale(s) | Coupe(s) nationale(s) | Supercoupe | Supercoupe | Compétition(s) continentale(s) | Compétition(s) continentale(s) | Compétition(s) continentale(s) | Total | Total |
| Saison                | Club                  | Division              | M.          | B.          | M.                    | B.                    | M.         | B.         | Comp.                          | M.                             | B.                             | M.    | B.    |
| 2016-2017             | Jong PSV              | Eerste Divisie        | 3           | 0           | -                     | -                     | -          | -          | -                              | -                              | -                              | 3     | 0     |
| 2017-2018             | Jong PSV              | Eerste Divisie        | 21          | 2           | -                     | -                     | -          | -          | -                              | -                              | -                              | 21    | 2     |
| 2018-2019             | Jong PSV              | Eerste Divisie        | 12          | 0           | -                     | -                     | -          | -          | -                              | -                              | -                              | 12    | 0     |
| 2020-2021             | Jong PSV              | Eerste Divisie        | 4           | 0           | -                     | -                     | -          | -          | -                              | -                              | -                              | 4     | 0     |
| Sous-total            | Sous-total            | Sous-total            | 40          | 2           | 0                     | 0                     | 0          | 0          | -                              | 0                              | 0                              | 40    | 2     |
| 2019-2020             | Vitesse Arnhem (prêt) | Eredivisie            | 26          | 0           | 2                     | 0                     | -          | -          | -                              | -                              | -                              | 28    | 0     |
| Sous-total            | Sous-total            | Sous-total            | 26          | 0           | 2                     | 0                     | 0          | 0          | -                              | 0                              | 0                              | 28    | 0     |
| 2017-2018             | PSV Eindhoven         | Eredivisie            | 2           | 0           | -                     | -                     | -          | -          | -                              | -                              | -                              | 2     | 0     |
| 2018-2019             | PSV Eindhoven         | Eredivisie            | -           | -           | 1                     | 0                     | -          | -          | C1                             | -                              | -                              | 1     | 0     |
| 2020-2021             | PSV Eindhoven         | Eredivisie            | 5           | 0           | -                     | -                     | -          | -          | C3                             | -                              | -                              | 5     | 0     |
| 2021-2022             | PSV Eindhoven         | Eredivisie            | 17          | 1           | 2                     | 0                     | 1          | 0          | C1+C3+C4                       | 3+4+1                          | 0+0+0                          | 28    | 1     |
| 2022-2023             | PSV Eindhoven         | Eredivisie            | 22          | 2           | -                     | -                     | 1          | 0          | C1+C3                          | 4+6                            | 1+0                            | 33    | 3     |
| 2023-2024             | PSV Eindhoven         | Eredivisie            | 5           | 0           | -                     | -                     | -          | -          | C1                             | 2                              | 0                              | 7     | 0     |
| Sous-total            | Sous-total            | Sous-total            | 51          | 3           | 3                     | 0                     | 2          | 0          | -                              | 20                             | 1                              | 76    | 4     |
| Total sur la carrière | Total sur la carrière | Total sur la carrière | 117         | 5           | 5                     | 0                     | 2          | 0          | -                              | 20                             | 1                              | 144   | 6     |

## Palmarès

### En club
PSV Eindhoven
- Champion des Pays-Bas (2) :
  - 2017-2018 et 2023-2024

- Supercoupe des Pays-Bas (2) :
  - Vainqueur : 2021 et 2022